# Кират-Чули
Кират-Чули (Пик Тент) (7365 м) — вершина массива Канченджанга, в центральной части Гималаев. Расположена на границе Непала и штата Сиккима (Индия) в 11 км северо-восточнее главной вершины Канченджанги. Кират-Чули является 76 по высоте пиком мира.